# Kristýna Leichtová
Kristýna Leichtová (* 14. září 1985 Plzeň) je česká herečka.

## Život
Její otec Miroslav „Míša“ Leicht je kapelníkem bluegrassové skupiny Cop, hudebním dramaturgem a moderátorem. Během studií na hudebně-dramatickém oddělení Pražské konzervatoře, které dokončila v roce 2007 pod vedením profesorky Petry Špalkové a profesora Ivana Řezáče, již vystupovala v menších rolích na pražských scénách jako jsou Divadlo Komedie, Stavovské divadlo, Divadlo Na zábradlí, Žižkovské divadlo a Divadlo Ta Fantastika. Na filmovém plátně se poprvé objevila ve svých jednadvaceti letech, kdy hrála v komediích Účastníci zájezdu a Žralok v hlavě. Ztvárnila jednu z hlavních postav seriálu Comeback a Gympl s (r)učením omezeným a hrála ve filmech Child 44 a Intimity.
Věnuje se tanci, zpěvu a výtvarnému umění. Je členkou Divadla Komedie a hostuje v Divadle Palace, Baráčnické rychtě a v souboru TEĎ!. V roce 2016 se zúčastnila taneční soutěže StarDance, kde tančila po boku Václava Masaryka.
V letech 2020–2024 spolupracovala na digitalizaci pohybových sekvencí (motion capture) jedné z postav videohry Kingdom Come: Deliverance II.
Kristýna Leichtová mluví francouzsky a anglicky. S partnerem Vojtěchem Štěpánkem má dceru Dorotku, která se narodila 19. srpna 2018 a dne 25. června 2020 se jim narodila druhá dcera Rozárka.

## Filmografie

### Filmy
| Film                            | Role             | Rok  | Poznámka            |
| Džob                            | zdravotní sestra | 2025 |                     |
| Adam stvořitel                  |                  | 2021 |                     |
| Prvok, Šampón, Tečka a Karel    | zdravotní sestra | 2021 |                     |
| Verdikt osudu                   |                  | 2015 |                     |
| Bardi                           | Edita            | 2014 |                     |
| Intimity                        | Nikol Čapková    | 2014 |                     |
| Child 44                        | učitelka umění   | 2014 |                     |
| Bastardi 3                      | Jana Majerová    | 2013 |                     |
| Rutina                          | dívka            | 2013 | krátký film         |
| Prstýnek                        | Eva              | 2012 | studentský film     |
| Bastardi                        | Jana Majerová    | 2010 |                     |
| We shoot with love – Pro Elišku |                  | 2009 | krátkometrážní film |
| Účastníci zájezdu               | Denisa           | 2006 |                     |
| Žralok v hlavě                  | dívka            | 2005 |                     |
| Hostel                          | Matylda          | 2003 |                     |

### Televize
| Název          | Role               | Rok     | Poznámka                       |
| Ulice          | Petra Beranová     | 2025    | seriál TV Nova                 |
| Sex O'Clock    | Dita, teta Alice   | Od 2023 | seriál TV Nova (pouze na Voyo) |
| Pan Profesor   | Barmanka Karin     | 2021    | seriál TV Nova                 |
| 1.mise         | Alice Hofmanová    | 2021    | seriál TV Prima                |
| Ohnivý kuře    | Klára Tréblová     | 2015    | seriál TV Prima                |
| Bastardi       | Jana Majerová      | 2010    |                                |
| Škoda lásky    | Bára               | 2014    | povídkový cyklus ČT            |
| Gympl s. r. o  | Denisa Hájková     | 2012    | seriál TV Nova                 |
| Cesty domů     | policistka Tereza  | 2012    | seriál TV Prima                |
| Dokonalý svět  | asistentka Bára    | 2010    | seriál TV Nova                 |
| Comeback       | Iva Pacovská       | 2008    | seriál TV Nova                 |
| Soukromé pasti | Sofie              | 2008    | seriál ČT                      |
| Světla pasáže  | Kateřina Moravcová | 2007    |                                |
| Comeback       | Iva Pacovská       | 2006    | seriál TV Nova                 |

### Videohry
- Kingdom Come: Deliverance II (2025)

## Muzikály

### Divadlo Ta Fantastika
- Obraz Doriana Graye, 2006 – Sybila Vaneová
- Němcová!, 2008 – Žena 3

## Divadla

### Divadlo Komedie
| Korunovace          | Žena           | N. Rakowski | 2015 | hraje se |
| SMRT ČLOVĚKA-VEVERY | Ulrike Meinhof | O. Mataj    | 2015 | hraje se |
| ZLOČINY.ŽENY.DOC    | Varvara        | O. Mataj    | 2015 | hraje se |
| Divoké maso         | Sára           | J. Novotný  | 2015 | hraje se |
| Naše třída          | Dora           | J. Novotný  | 2012 | hraje se |
| Maryša              | Rozára         | J. Novotný  | 2014 | hraje se |
| Mezi náma dobrý     | Moderátorka    | O. Mataj    | 2014 | hraje se |
| Ježíškova armáda    | Marie          | V. Štěpánek | 2014 |          |
| Her masters voice   | Naďa           | V. Štěpánek | 2014 |          |
| Past                | Greta          | V. Štěpánek | 2013 |          |
| Kebab               | Mady           | V. Štěpánek | 2012 |          |

### Žižkovské divadlo
| Ideální pár | Klára | A. Kraus | 2014 | hraje se |

### Divadlo Palace
| P.R.S.A | Kristýna | V. Štěpánek | 2014 | hraje se |

### Pražské komorní divadlo
- Bertolt Brecht: Zadržitelný vzestup Artura Uie, 2002 – Inna

### Národní divadlo
- Caryl Churchill: Prvotřídní ženy, 2004–2005 – Kit, Servírka

### Divadlo Na zábradlí
- Gabriela Preissová: Gazdina roba, 2004 – Poluša
- Fritz Kater: Včas milovat včas umírat, 2004–2005

### Divadlo Konzervatoře
- Ťululum, 2005 – Maggy Soldignacová
- Milujeme křečky, 2006
- Krvavá svatba, 2006 – sousedka
- Piknik, 2006 – Millie Owensová

### Strašnické divadlo
- Gianina Carbunariu: Kebab, 2007–dosud – Mady (Madalina)

### Divadlo Hybernie
- Alena a Jan Pixovi: Kapka medu pro Verunku, 2011–dosud

### A studio Rubín
- Nevim – režie: Vojtěch Štěpánek, premiéra 28. 5. 2016, poslední uvedení 2020

### Fénix Film
- Pokračování příště – režie: Viktorie Čermáková, premiéra 12. 3. 2024